# Arjan Vermeulen
Arjan Vermeulen (Culemborg, 19 marzo 1969) è un ex calciatore olandese, di ruolo difensore.

## Palmarès

### Club

#### Competizioni nazionali
- Coppa di Francia: 1

Nizza: 1996-1997